# Poczyn
Poczyn (także Potrzyn) – dawna osada, a dziś część osiedla Jazy w Niepołomicach, położona w jego południowo-wschodniej części. Od północy sąsiaduje z Kępiną, od północnego zachodu z Groblą, od zachodu z Piaskami, od południa z Olszyną-Dębnikiem i Sitowcem, należącymi do osiedla Piaski, natomiast od wschodu z wsią Wola Batorska w gminie Niepołomice.